# Couvent de Santo Domingo (Orihuela)
Le couvent de Santo Domingo (Saint Dominique) est un monument du XVIe siècle situé dans la ville d'Orihuela, dans le sud de Communauté valencienne, en Espagne. 